# Setge de Baiona
El Setge de Baiona de 1374 fou una de les batalles de la guerra dels Cent Anys.

## Antecedents
El 1373, Joan de Gant va sortir de Calais amb un gran exèrcit per envair Castella, però en arribar a Bordeus a la tardor havia perdut la majoria de les seves tropes i va haver d'abandonar l'empresa. El 1374, Eduard III d'Anglaterra només conservava al continent les ciutats de Calais, Bordeus, Baiona i algunes viles a la riba del riu Dordonya.
El juny de 1374, Enric II de Castella va decidir-se a atacar la Guiena a petició de Lluís I de Provença, que estava a Tolosa de Llenguadoc i havia d'unir-se amb el seu exèrcit a Baiona.

## El setge
Enric II de Castella va creuar el Bidasoa amb 20.000 soldats, entre ells cinc mil llances, mil dos-cents genets i cinc mil peons, i després de prendre Donibane Lohizune, va posar setge per mar i per terra a Baiona, punt clau de comunicació entre el Regne de Navarra i el Regne d'Anglaterra., però Lluís I de Provença no es va presentar, doncs es va quedar a Tolosa de Llenguadoc per poder defensar-se d'un atac anglès. La resistència de la ciutat, defensada per William Elmham i la manca de col·laboració francesa va obligar a aixecar el setge havent perdut 12.000 homes.

## Conseqüències
Enric II de Castella es va retirar a Burgos, on va deixar tropa al càrrec de l'infant Joan i va llicenciar una part de l'exèrcit, i va marxar a Sevilla, on va organitzar una flota de quinze galeres castellanes i cinc portugueses comandada per Fernando Sánchez de Tovar que amb la francesa de Jean de Vienne va atacar les illes britàniques.
Entre 1369 i 1375, els francesos reprenen als anglesos la quasi totalitat de les concessions fetes i de les terres posseïdes per l'enemic fins i tot abans del començament de la guerra, excepcions fetes de Calais, Cherbourg, Brest, Bordeus, Baiona, i d'algunes fortaleses al Massís central, i s'aixequen el fort du Hâ i el Château-Trompette a Bordeus i el Château-Neuf a Bayonne. Les negociacions portades entre 1375 i 1377 no porten a res.